# Antoine Le Roux
Antoine Le Roux († 22 décembre 1535) est un abbé de Fécamp et de Saint-Georges de Boscherville.

## Biographie
À la mort d'Antoine de La Haye, les moines élisent Antoine Le Roux, religieux et aumônier de l'abbaye. Le roi de France François Ier s'oppose à cette élection et nomme Antoine Bohier. Un procès vient les départager à la faveur de ce dernier. Comme compensation, il est nommé abbé de Saint-Georges de Boscherville.
En 1533, toujours aumônier de Fécamp, il fait réaliser à ses frais la grosse cloche de l'abbaye qui prend le nom de « Fécamp ». Elle pèse 12 500 livres.
Il meurt le 22 décembre 1535. Il est inhumé devant le grand autel de l'abbatiale Saint-Georges de Boscherville. Sa dalle funéraire du premier quart du XVIe siècle en marbre est retrouvée lors d'une fouille en 1826. Il y est représenté sous un dais, coiffé d'une mitre et habillé d'une chasuble. Les quatre évangélistes sont aux angles. Elle est classée monuments historique au titre objet le 5 décembre 1908.

## Armoiries
Ses armes sont de sable à la fasce d'argent chargée de 3 croix de sable, accompagnée de 3 molettes d'éperon d'or 2 et 1.